# Ubezpieczenie odpowiedzialności cywilnej posiadaczy pojazdów mechanicznych
Ubezpieczenie odpowiedzialności cywilnej posiadaczy pojazdów mechanicznych – ubezpieczenie odpowiedzialności cywilnej przeznaczone dla posiadacza pojazdu mechanicznego za szkody powstałe w związku z ruchem posiadanego przez niego pojazdu.
Zgodnie z dyrektywą Parlamentu Europejskiego i Rady UE za granicą obowiązkowe ubezpieczenie od odpowiedzialności cywilnej przypisane do samochodu winowajcy zdarzenia chroni przed roszczeniami pokrzywdzonego oraz pasażerów tak samo, jak w Polsce. Opisana zasada dotyczy państw Unii Europejskiej, ale także Norwegii, Szwajcarii, Islandii.
W ruchu międzynarodowym ubezpieczeniem odpowiedzialności cywilnej posiadaczy pojazdów mechanicznych jest tzw. Zielona karta.

## Ubezpieczenie OC posiadaczy pojazdów mechanicznych w Polsce
Ubezpieczenie odpowiedzialności cywilnej posiadaczy pojazdów mechanicznych jest w Polsce ubezpieczeniem obowiązkowym.
Wypowiedzenie umowy OC posiadaczy pojazdów mechanicznych to jednostronne oświadczeniem woli prowadzące do wygaśnięcia stosunku zobowiązaniowego, to jest umowy ubezpieczenia OC komunikacyjnego o charakterze ciągłym z upływem terminu wypowiedzenia albo natychmiastowo, jeżeli zachowanie terminów wypowiedzenia nie jest konieczne.
Wypowiedzenie umowy OC komunikacyjnego można dokonać w następujących przypadkach:
- nie później niż na jeden dzień przed upływem okresu 12 miesięcy, na który umowa ubezpieczenia OC posiadaczy pojazdów mechanicznych została zawarta (art. 28);

- jeżeli posiadacz pojazdu mechanicznego w tym samym czasie jest ubezpieczony w dwóch lub więcej zakładach ubezpieczeń, przy czym co najmniej jedna z umów ubezpieczenia OC posiadaczy pojazdów mechanicznych została zawarta w trybie art. 28 ust. 1, umowa zawarta w tym trybie może zostać przez niego wypowiedziana na piśmie.

- Art. 31.1. W razie przejścia lub przeniesienia prawa własności pojazdu mechanicznego, którego posiadacz zawarł umowę ubezpieczenia OC posiadaczy pojazdów mechanicznych, na posiadacza pojazdu, na którego przeszło lub zostało przeniesione prawo własności, przechodzą prawa i obowiązki poprzedniego posiadacza wynikające z tej umowy. Umowa ubezpieczenia OC ulega rozwiązaniu z upływem okresu, na który została zawarta, chyba że posiadacz, na którego przeszło lub zostało przeniesione prawo własności, wypowie ją na piśmie. W przypadku wypowiedzenia umowy ubezpieczenia OC, ulega ona rozwiązaniu z dniem jej wypowiedzenia. Przepisów art. 28 nie stosuje się[4].

Do 30 września 2018 roku, każdy kierowca miał obowiązek posiadania przy sobie dokumentu potwierdzającego posiadanie ubezpieczenia OC podczas jazdy. Musiał mieć też przy sobie dowód rejestracyjny i prawo jazdy. Od 1 października 2018 roku został zdjęty obowiązek posiadania przy sobie dokumentu potwierdzającego zawarcie umowy ubezpieczenia OC i dowodu rejestracyjnego. Przed 5 grudnia 2020 r. trzeba było mieć przy sobie prawo jazdy. Jednak nie zwalnia to z obowiązku posiadania wykupionego ubezpieczenia samochodu.
Za brak obowiązkowego Ubezpieczenia OC posiadaczy pojazdów mechanicznych w Polsce grozi wysoka kara, której wysokość jest powiązana z wysokością płacy minimalnej.